# Michele III di Alessandria
Papa Michele III, noto anche Chail III (in arabo ميخائيل الاول‎?; Egitto, ... – 16 marzo 907), è stato il 56º papa della Chiesa ortodossa copta, venerato come santo dalla Chiesa copta.
In origine era un monaco del monastero di San Macario (Abu Maqar).
Nell'880 venne scelto e salì al trono come nuovo patriarca di Alessandria.
Rimase in carica per 27 anni, fino al 20 paremhat 623, ovvero fino al 907 d.C.